# Balinger Berge
Die Balinger Berge sind eine markante Weißjura-Berggruppe der Schwäbischen Alb. Namensgebend ist Balingen, die wenige Kilometer nördlich gelegene Kreisstadt des Zollernalbkreises.

## Lage und Geographie
Als Teil der Zollernalb bilden sie den nördlichen Abschluss des Großen Heubergs. Naturräumlich gesehen gehören die Balinger Berge zur Hohen Schwabenalb. Die ehemalige Hochfläche wurde in diesem Bereich durch Gebirgsbäche und Flüsse des Rheinsystems tief zertalt. Dieser Umstand führte mit den hohen Niederschlägen und den zahlreichen Einlagerungen von widerstandsfähigen Massenkalken im Oberjura zu ausgeprägten Gipfelbergen, die sonst eher untypisch für die Schwäbische Alb sind.
Folgende Erhebungen werden zu den Balinger Bergen gezählt:
- Plettenberg (1002 m ü. NHN)
- Schafberg (1000 m ü. NHN)
- Lochenmassiv mit Lochenstein (964 m ü. NHN) und Lochenhörnle (953 m ü. NHN)

Der sich am Lochenhörnle anschließende, ebenfalls markante Gräbelesberg wird meist nicht mehr zu den Balinger Bergen gezählt, er liegt in der Gemarkung der Gemeinde Laufen an der Eyach und ist deren Hausberg.
Begrenzt wird die Berggruppe im Nordwesten vom Albvorland und dem Kleinen Heuberg, im Süden und Südosten vom Schlichemtal und im Nordosten vom Eyachtal.

## Landschaftscharakter, Klima und Vegetation
Sie bilden einen der beeindruckendsten, höchsten und bekanntesten Teile am Albtrauf. Die hohe Reliefenergie mit lokalen Höhenunterschieden von über 400 Metern und die mit weißen Kalkfelsen besetzten Steilhänge lassen die Berggruppe schroff und alpin anmutend aussehen. Der Hochgebirgscharakter wird durch die baumfreien, von Bergwiesen mit subalpiner und alpiner Reliktvegetation bewachsenen Gipfel verstärkt. In der montanen und hochmontanen Höhenstufe der Steilhänge dominieren die typischen Buchen-Tannen-Fichtenwälder der Südwestalb sowie in Baden-Württemberg einzigartige Block-Fichtenwälder.
Es herrscht ein raues Mittelgebirgsklima vor, welches durch hohe Niederschläge von 1000 bis 1200 mm im Jahr und niedrigen Jahresdurchschnittstemperaturen zwischen 4,5 bis 6,5 °C (je nach Lage und Relief) gekennzeichnet ist.
Zahlreiche Naturschutzgebiete befinden sich in den Balinger Bergen, wie z. B. das NSG Schafberg-Lochenstein (Gipfelkuppen-Vegetation), der Plettenkeller (Bergrutschzonen-Vegetation), die Hülenbuchwiesen (Albhochflächen-Vegetation mit Magerrasen und Wacholderheiden) und das Untereck (Blockschutthalden-Fichtenwald am Steilhang).

## Tourismus

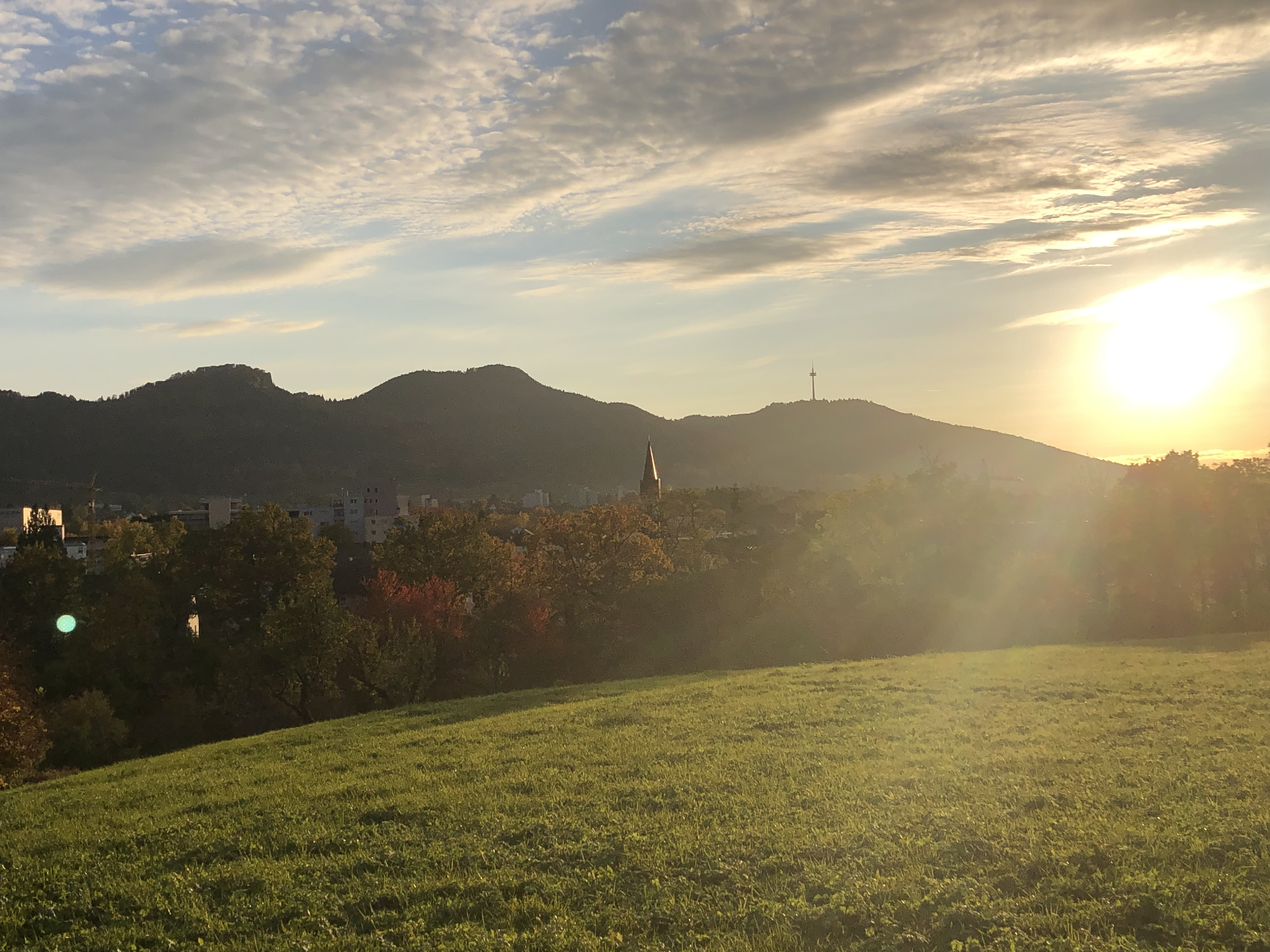
Die Balinger Berge oberhalb von Frommern

Die Balinger Berge sind vor allem Ausflugsziel von Wanderern (Angebot von anspruchsvolleren Wanderpfaden meist ohne Absturzsicherung, z. B. Traufgänge und HochAlbPfad), Geologiebegeisterten (Fossilienmuseum in Dotternhausen, am Fuße des Plettenbergs) und Wintersportlern.
Die Erreichbarkeit der hinter dem Albtrauf auf den Hochflächen liegenden Siedlungen wird unter anderem durch den im 19. Jahrhundert gebauten Lochenpass gewährleistet. Heutzutage ist der Pass eine beliebte Strecke unter Motorradfahrern und Radsportlern. Er ist dafür zusätzlich gegen Unfälle abgesichert worden.
Unmittelbar in der Nähe des Lochenpasses befindet sich die Jugendherberge Balingen-Lochen vom Träger LVB Baden-Württemberg auf 946 Meter Höhe. Es stehen 103 Betten in 28 Zimmern, überwiegend Drei-, Vier- und Sechsbettzimmer und acht Betreuerzimmer zur Verfügung.
Unterhalb des Gipfelplateaus des Lochensteins befindet sich die kleine Schutzhütte Lochenhütte auf 963 m Höhe. Die ganzjährig verfügbare, einfache Unterkunft bietet Schlafplätze für 6 Personen, Kochgelegenheit, jedoch kein Wasser, keine sanitären Einrichtungen und keine Stromversorgung. Erbaut wurde sie im Jahr 1899.
Die 1967 eröffnete Plettenberghütte liegt auf 970 m Meereshöhe. Vorher gab es ein altes Schafhaus auf dem Gipfelplateau, welches aber 1957 von der Firma Portlandzementwerk Rudolf Rohrbach KG wegen der Erweiterung des Steinbruchs auf dem Plettenberg abgebrochen wurde. Die Firma Rohrbach hatte von der Gemeinde Dotternhausen den Auftrag bekommen, ein neues Schafhaus im gleichen Baustil und in etwa derselben Größe und Ausstattung an dieser Stelle, wo es jetzt steht, zu bauen. Auch sollte ein offener Unterstand für vorbeiziehende Wanderer und auf dem Berg arbeitende Bauern eingebaut werden, eben an einem Platz, wo später keine Steinbrucherweiterung mehr stattfindet. Sie ist nicht an der Kanalisation angeschlossen, 1981 wurden sanitäre Anlagen und eine Zisterne für die Spülklosetts gebaut. Wasser wird von den Hüttenwirten in Kanistern auf die Hütte transportiert. Bis 2011 wurde die Plettenberghütte von Albvereinsmitgliedern bewirtet, dann wurde ein neues Konzept umgesetzt und die Hütte wurde verpachtet.

## Panorama und Galerie

Albtrauf-Panorama der Zollernalb vom Kleinen Heuberg ausgesehen. Rechts des Eyachtals (Bildmitte) liegen die Balinger Berge, von links nach rechts: Lochenhörnle, Lochenstein, Schafberg, Plettenberg (mit Fernmeldeturm). Links davon die restliche Zollernalb mit der vorgelagerten Burg Hohenzollern.

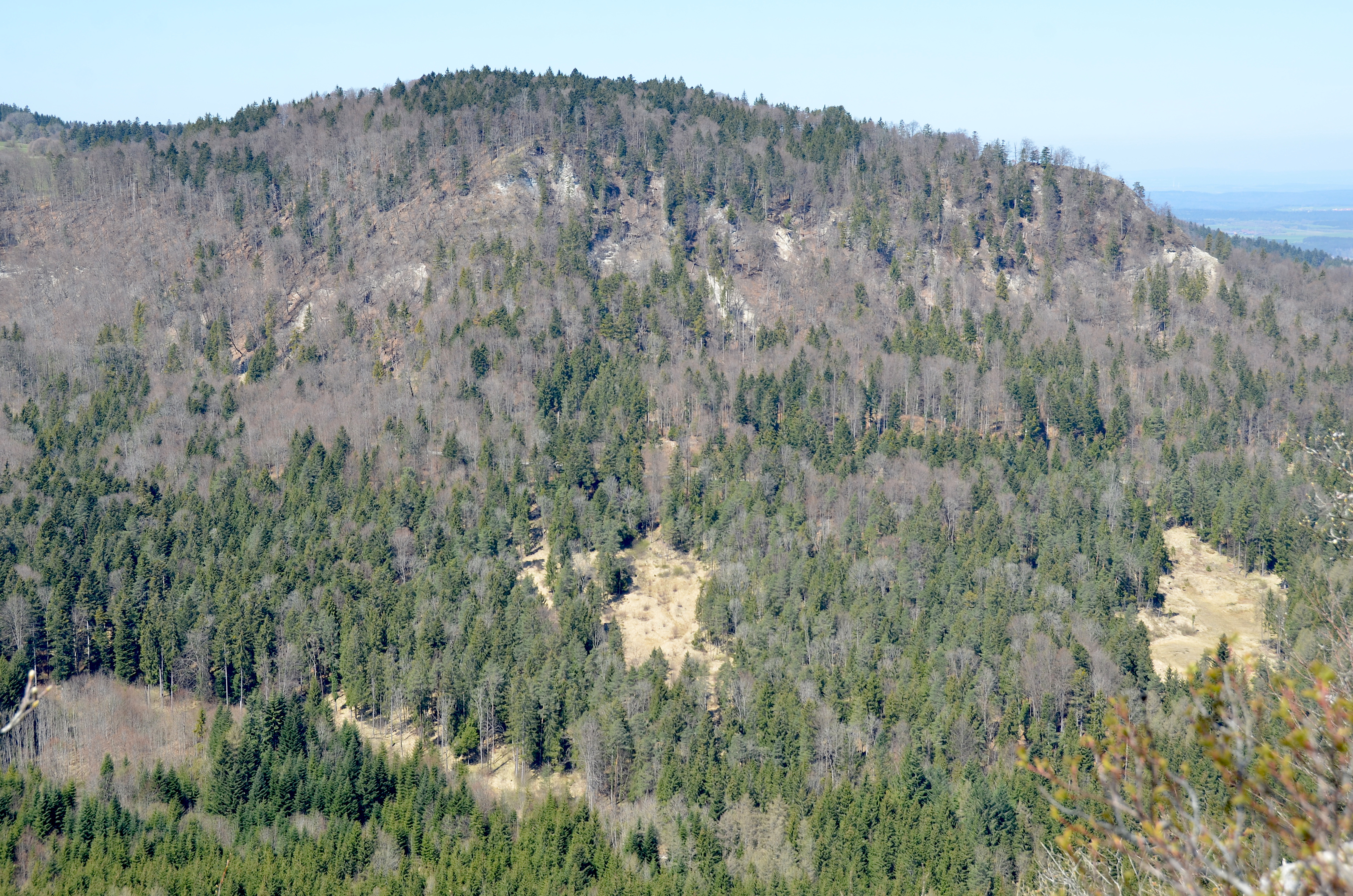
Naturschutzgebiet Untereck am Lochenhörnle
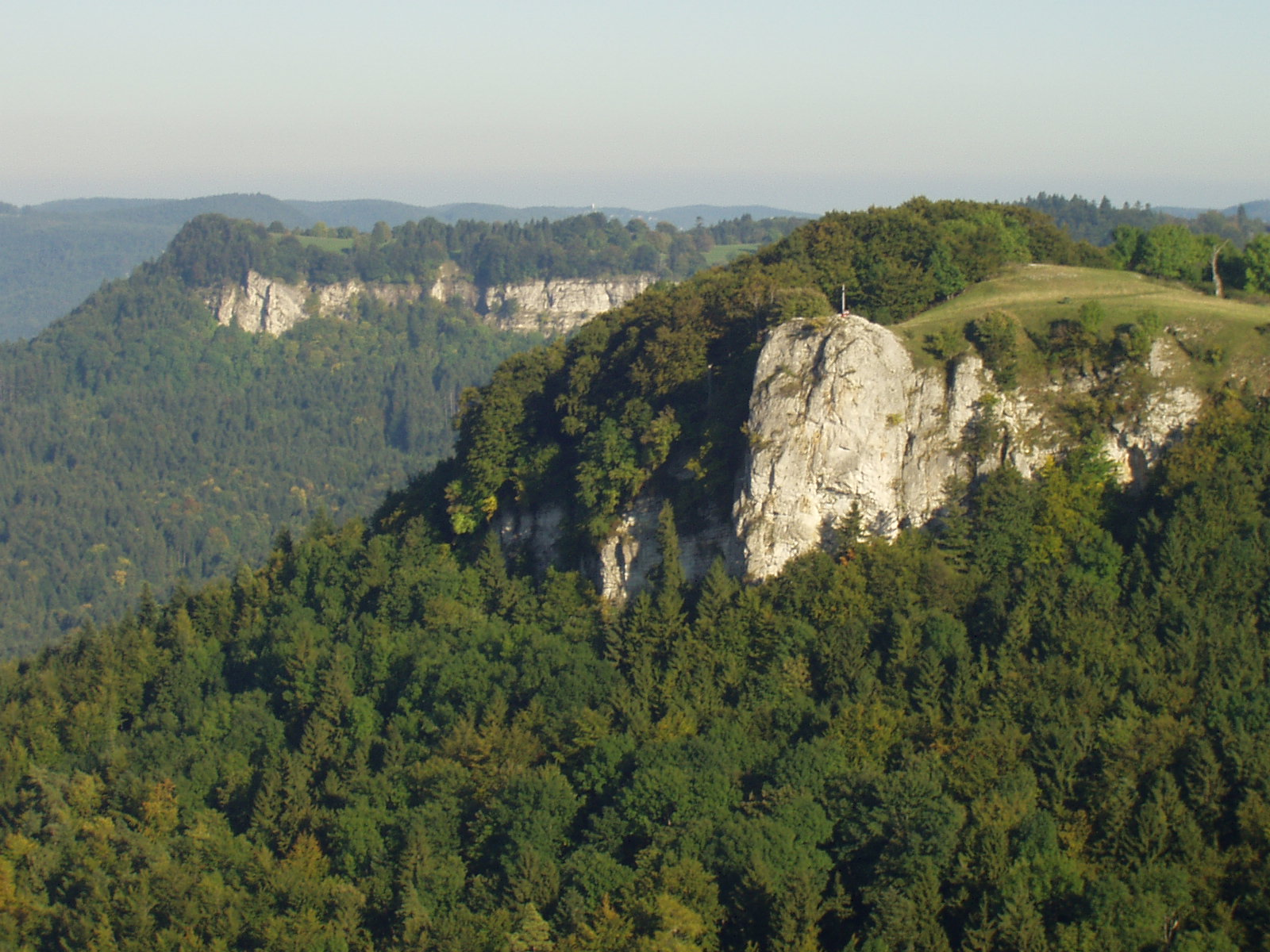
Lochenstein im Vordergrund, Lochenhörnle im Hintergrund
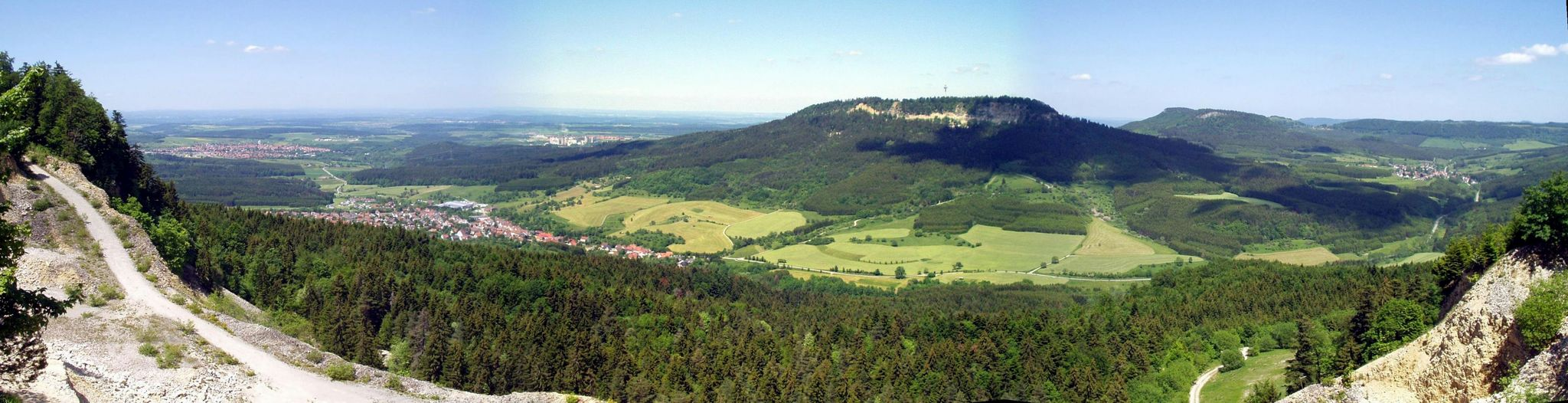
Plettenberg mit sogenanntem Plettenkeller vom Ortenberg gesehen
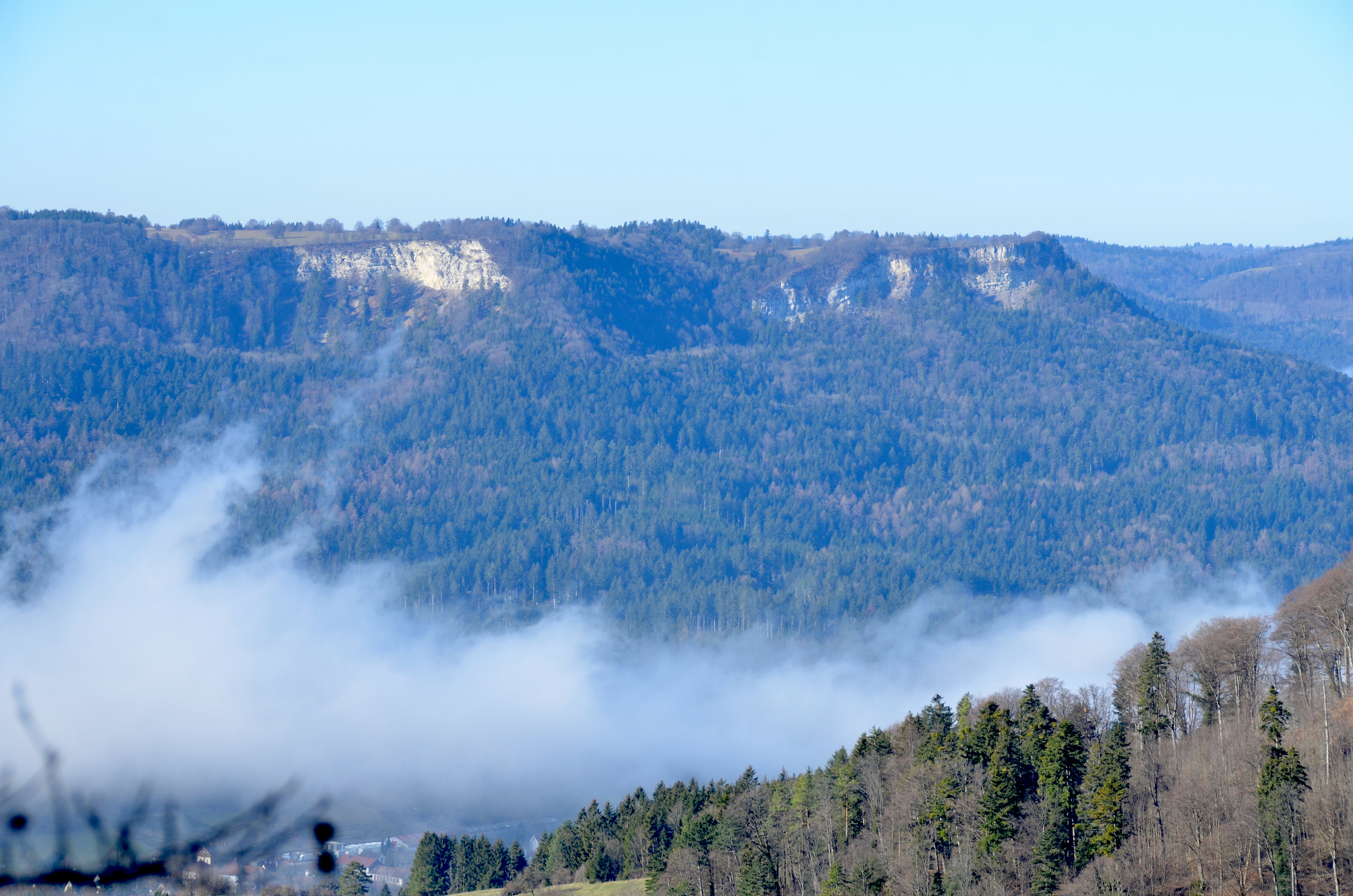
Blick vom Heersberg über das Eyachtal Richtung Balinger Berge, hier die fast 400 m hohe Nordflanke des Lochenhörnle zu sehen.
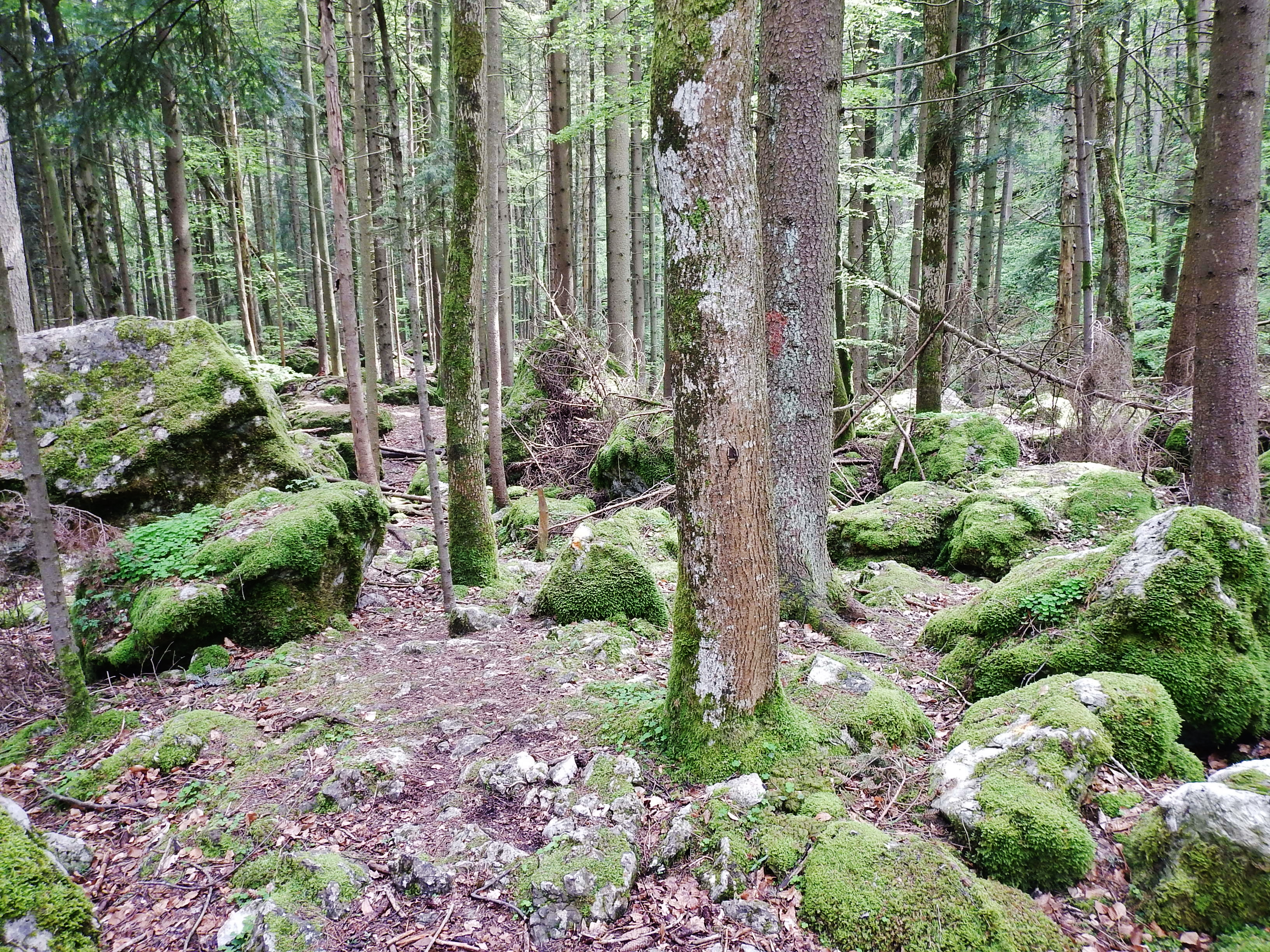
Felsenmeer im Bannwald Untereck mit Fichten-Blockwald
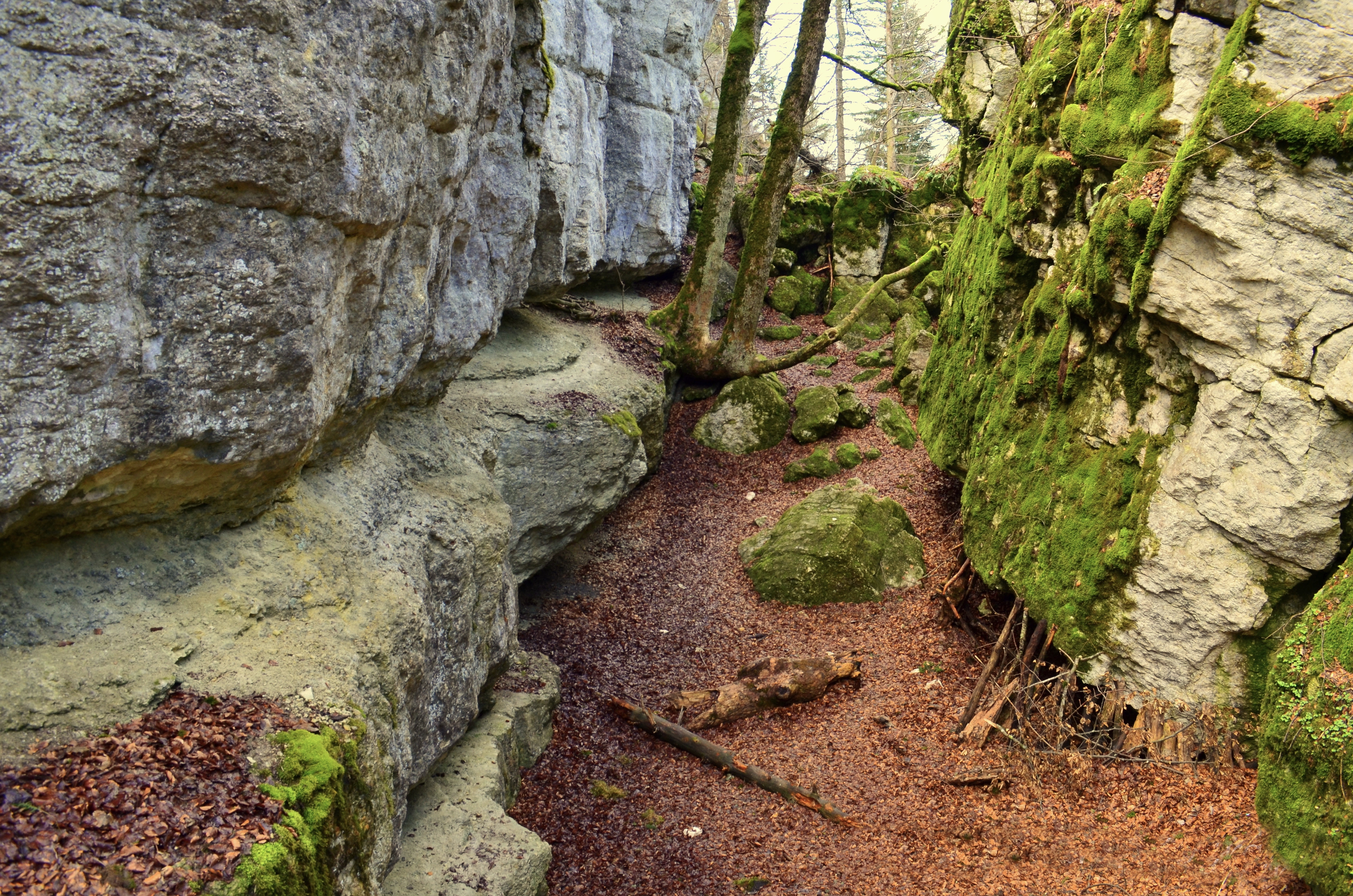
Der Gespaltene Fels auf dem Schafberg
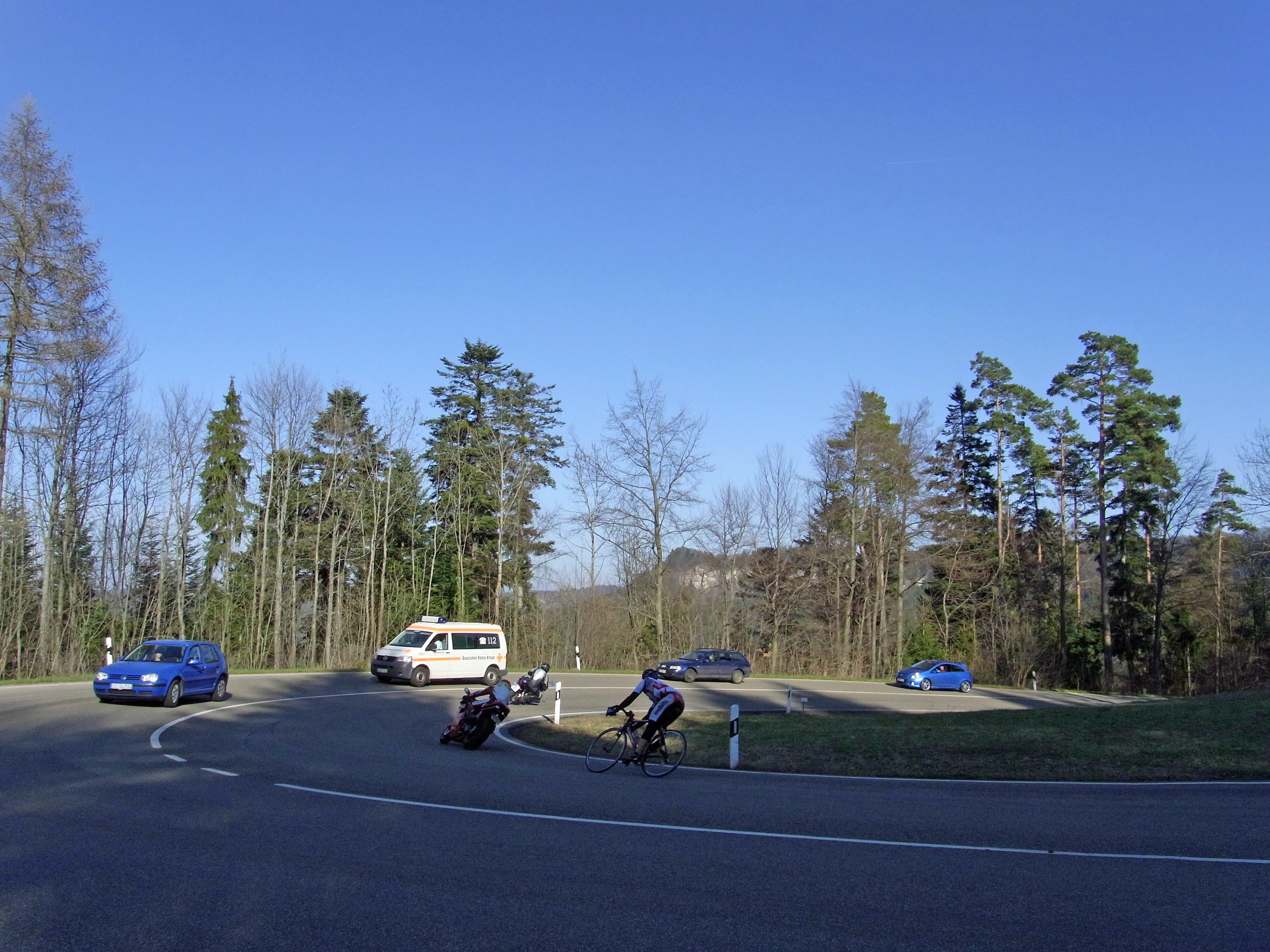
Kehre am Lochenpass
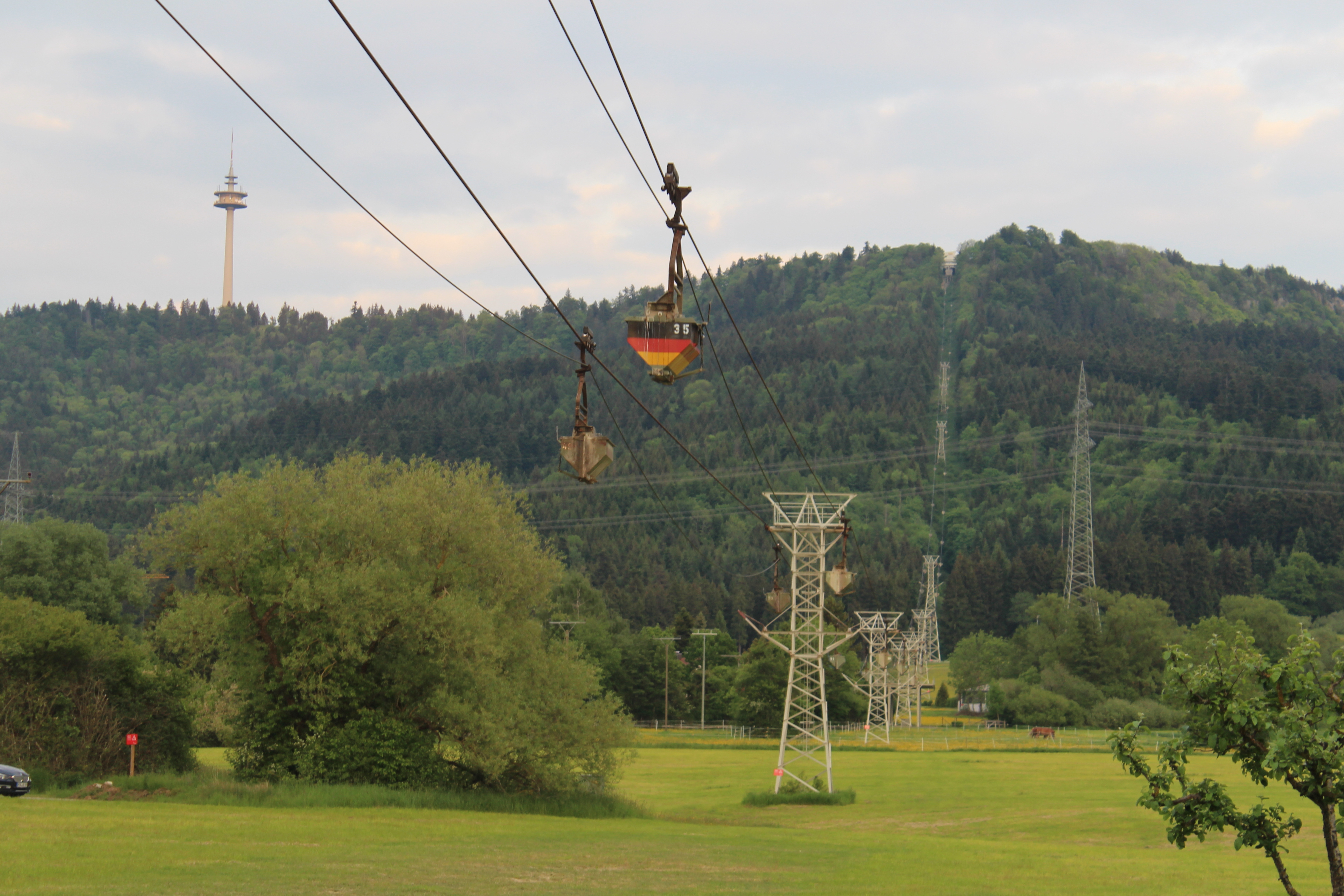
Materialseilbahn Dotternhausen-Plettenberg
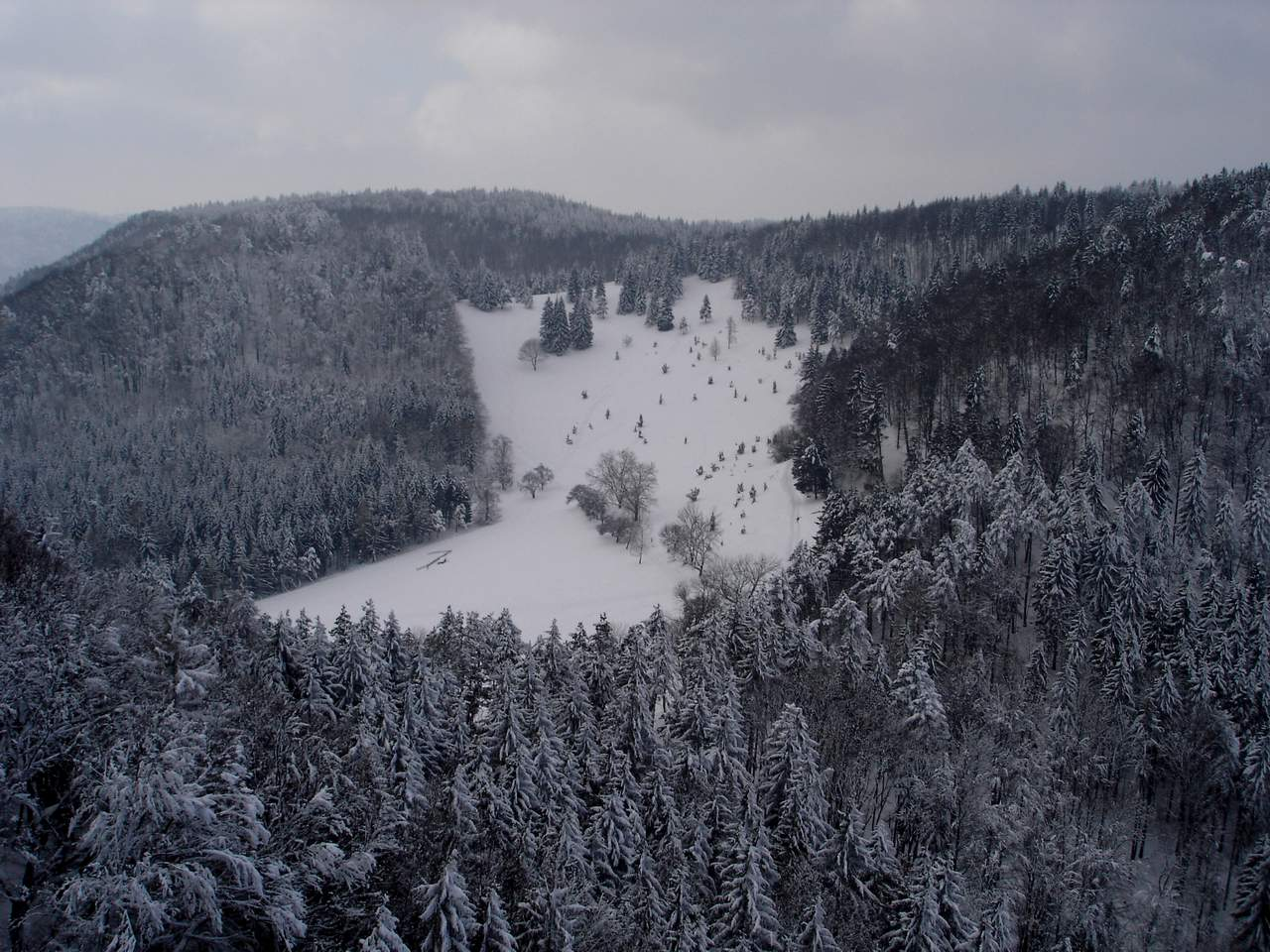
Schafberg-Nordhang im Winter